# Thomas Kinkade
Thomas Kinkade (Sacramento, California, 19 de enero de 1958-Los Gatos, California, 6 de abril de 2012) fue un pintor realista, bucólico e idílico estadounidense. Estudió en la Universidad de Berkeley. Fue notable por el marketing de masas de su obra como en reproducciones impresas y en otros productos licenciados por su empresa, la Thomas Kinkade Company. Se autocaracterizaba como "Thomas Kinkade, Pintor de la Luz" (una frase con copyright), y llegó a ser el "artista vivo de EE.UU. más coleccionado".